# 사브리나 (1954년 영화)
《사브리나》(Sabrina 또는 Sabrina Fair/La Vie en Rose)는 1954년에 개봉한 미국의 로맨틱 드라메디 영화이다. 빌리 와일더가 감독을 맡았으며 오드리 헵번, 험프리 보가트, 윌리엄 홀든이 주연을 맡았다.

## 줄거리

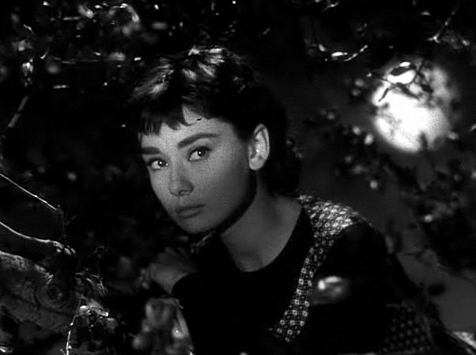
사브리나 (오드리 헵번)

사브리나 페어차일드 (오드리 헵번)는 라러비 가문의 운전기사 페어차일드의 딸이다. 그녀는 그 집의 아들 데이비드 라러비 (윌리엄 홀든) 을 짝사랑하는데 그가 별로 관심을 갖지 않자 자살을 시도한다. 그러나 그 집의 큰아들 라이너스 라러비 (험프리 보가트) 에 의해 발견되어 실패한다. 이후 아버지가 파리로 요리 연수를 보낸다. 거기서 2년이 지난후 몰라보게 달라진 사브리나를 데이비드가 보게 된다. 둘은 서로 사랑하게 된다. 데이비드는 그전에 약혼할 여자가 있었는데 그녀는 라이너스의 플라스틱 사업때문에 정략 결혼을 하는 것이다.
라이너스와 가족들은 데이비드가 사브리나와 사귄다는 것을 알게 되고 라이너스는 그녀를 데이비드에서 떼려고 한다. 그러나 사브리나는 갑자기 데이비드보다 라이너스를 더 사랑하게 된다. 라이너스는 이 상황을 이용해 그녀를 파리로 보내려고 한다.
그러나 라이너스도 그녀를 사랑하기 시작하고 라이너스의 계략으로 등을 다친 데이비드는 그것을 알게 된다. 그는 사브리나에게 몰래 파리로 보내려고 했다고 고백하고 데이비드에게 같이 가라고 한다.
다음날 사브리나는 모든 사실을 알고 파리로 떠나고 라이너스는 회의를 하게 되는데 데이비드가 갑자기 나타나 라이너스에게 그녀와 같이 가라고 충고한다. 라이너스는 파리로 가는 배에 타게 되고 둘은 서로 만나면서 포옹한다.

### La vie en rose (장미빛 인생)
이 영화의 중간에서 오드리 헵번은 La vie en rose를 부르게 된다. 이 노래는 영화에서 사브리나가 라이너스의 차에서 라이너스에게 부르는 노래로 시작되고 엔딩 장면에서도 나왔다.

## 협찬
프랑스 명품 지방시의 의상을 협찬받아 영화 역사상 최초로 스폰서쉽의 개념을 도입했다.

## 캐스팅
- 오드리 헵번 - 사브리나 페어차일드
- 험프리 보가트 - 라이너스 라러비
- 윌리엄 홀든 - 데이비드 라러비
- 존 윌리엄스 - 토마스 페어차일드
- 월터 햄스턴 - 올리버 라러비
- 마사 하이어 - 엘리자베스 타이슨
- 조안 보즈 - 그렛첸 반 혼
- 넬라 워커 - 모드 라러비

## 수상

### 제27회아카데미상

#### 수상
- 의상상 - 에디스 헤드

#### 후보
- 감독상 - 빌리 와일더
- 여우주연상 - 오드리 헵번
- 각본상 - 빌리 와일더, 새뮤얼 A. 테일러, 어네스트 레만
- 촬영상 - 찰스 랑
- 의상상 - 헬 페레이라, 월터 타일러